# Nausigaster clara
Nausigaster clara är en tvåvingeart som beskrevs av Charles Howard Curran 1941. Nausigaster clara ingår i släktet Nausigaster och familjen blomflugor. Inga underarter finns listade i Catalogue of Life.